# Coordenação de Aviação Operacional
O CAOP - Comando de Aviação Operacional, é a unidade aérea da Polícia Federal do Brasil, responsável por promover o apoio aéreo às atividades da Polícia Federal, Ministério da Justiça, e demais órgãos de segurança pública do Governo Federal e Estados da Federação. Está subordinado à Diretoria Executiva (DIREX) da Polícia Federal.
Encontra-se sediado no Aeroporto Internacional de Brasília, com atuação em todo o território nacional e exterior.
A missão da unidade é dar apoio às operações da Polícia Federal, suporte aéreo armado para a localização e destruição de laboratórios de cocaína, reconhecimento e plotagem de áreas de cultivo de maconha, destruição de pistas de pouso clandestinas, patrulhamento de fronteiras, reconhecimento de áreas objeto de crimes ambientais (principalmente o desmatamento e garimpos ilegais na Amazônia), monitoramento de distúrbios civis, repressão aos crimes interestaduais contra do patrimônio (sobretudo roubo à bancos), transporte de policiais federais em serviço para todo o território nacional, transporte de presos, autoridades, transporte de cargas (incluindo artigos perigosos de natureza policial), lançamento de paraquedistas policiais, evacuação aeromédica em operações policiais, recambiamento de presos extraditados, suporte às operações antiterrorismo, apoio às atividades de Inteligência Policial, dentre outras atribuições.
Seu efetivo é composto por Policiais Federais, que exercem funções de Pilotos de aviões e de helicópteros, Operadores Aerotáticos, Comissários de Bordo e Pessoal de Apoio em Solo (abastecimento, supervisão de manutenção, logística e gestão de contratos administrativos). 

## Histórico
Tendo a Polícia Federal amplas atribuições - como polícia investigativa e judiciária da União, polícia marítima, aeroportuária e de fronteiras, repressão ao tráfico de entorpecentes, contrabando e crimes interestaduais - sempre houve demanda por transporte rápido de policiais federais num país de dimensões continentais, bem como a necessidade de suporte aéreo armado em ações policiais. Desde a criação do órgão, ao necessitar de apoio aéreo, a Polícia Federal precisava requisitá-lo às Forças Armadas. Tal apoio sempre encontrou dificuldades, por ser legalmente limitado o emprego das Forças Armadas na segurança pública, sobretudo quando envolve o transporte de presos em aeronaves militares, ou em ações que haja enfrentamento direto com criminosos armados.

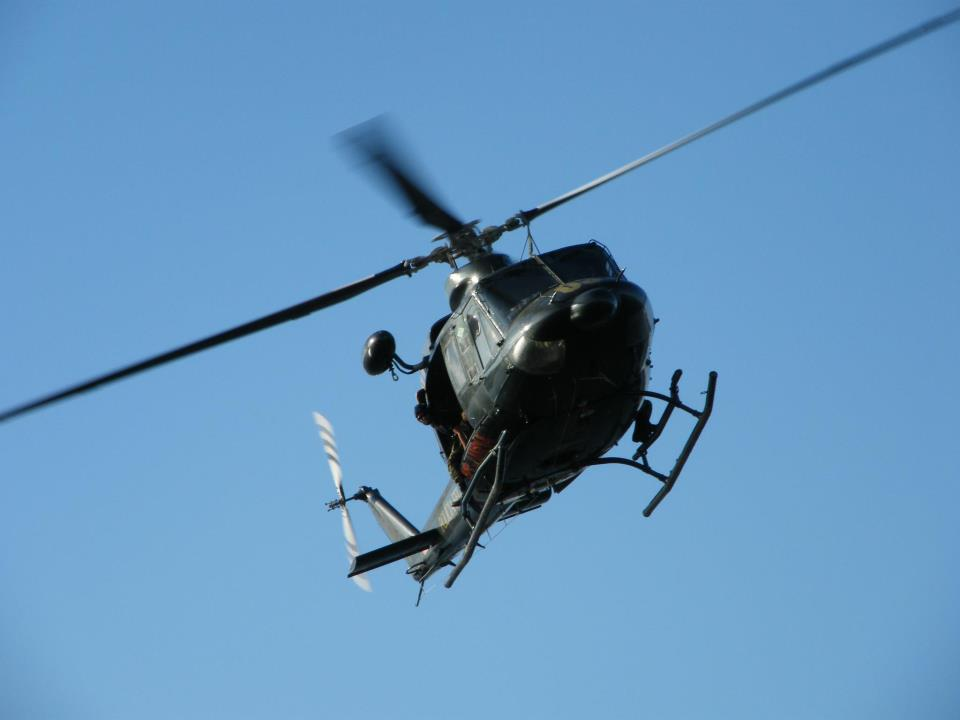
Caçador 03 (Bell 412) da Polícia Federal

A Polícia Federal, desde sua criação, já utilizava pequenas aeronaves apreendidas. Contudo, até a primeira metade da década de 1980, as poucas aeronaves que então possuía (a maioria apreendida de criminosos, ou cedidas por outros órgãos públicos) encontravam-se dispersas em várias unidades pelo país, sem um comando unificado e com sérios entraves à sua operação (devido a operação com aeronaves necessitar de pessoal treinado, manutenção especializada e orçamento para fazer face aos custos).
Em 1986 centralizou-se a operação de aeronaves em Brasília-DF, subordinada à área de Repressão à Entorpecentes (DRE), mas ainda sem hangar próprio. Dois anos após, foi criada oficialmente a unidade aérea da Polícia Federal, a fim de centralizar todos os meios aéreos, otimizando sua operação e padronizando os procedimentos. A unidade foi denominada inicialmente de "Assessoria de Assuntos Operacionais". Em 1995 recebeu seus três primeiros helicópteros: dois Bell 412 e um Helibrás AS-350B2 Esquilo (para avaliação). Já em 1996, passou a chamar-se Divisão de Aviação Operacional (DAOP). Em 2001, finalmente, recebeu a atual denominação de CAOP.
No ano de 2001, com apoio do Governo Francês, adquiriu dois aviões Cessna C-208B Grand Caravan, com capacidade para operar em pistas curtas e não pavimentadas, a fim de atender a crescente necessidade de presença da Polícia Federal na região Amazônica, e em localidades desprovidas de grandes aeródromos.

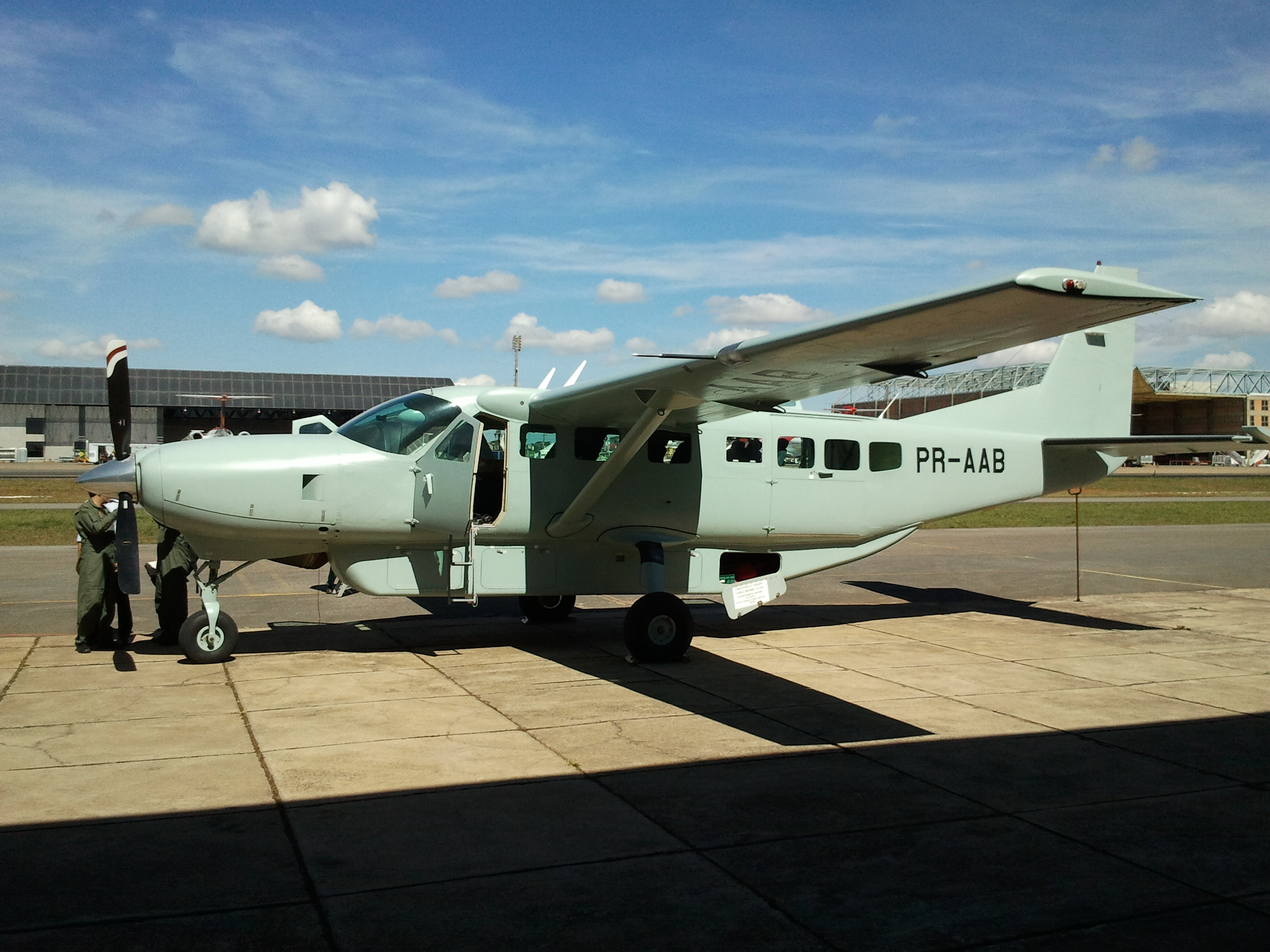
Cessna C-208B Grand Caravan, da Polícia Federal

Em 2006 a unidade alcançou um novo patamar de operacionalidade, ao receber dois jatos Embraer ERJ-145, com capacidade para 50 passageiros, aumentando sua capacidade de atender às demandas logísticas da Polícia Federal. Tais aeronaves foram adquiridas em face da necessidade de movimentação rápida e sigilosa de agentes federais pelo país, a fim de realizar as grandes operações policiais do órgão. Outra demanda atendida por essas aeronaves, é o transporte do Comando de Operações Táticas (unidade tática da PF) para que, em poucas horas, esta possa alcançar qualquer ponto do território nacional com seu equipamento completo.
Em dezembro de 2021, foram incorporados à frota dois Embraer E-175, em razão da grande demanda de transporte de policiais federais pelo Brasil, que já não era totalmente atendida pelos Embraer ERJ-145. A existência de grandes operações pelo país - com até 700 policiais - deflagradas numa média acima de dez por mês, a redução no gasto com passagens aéreas e aviões da FAB, e a maior necessidade de transporte de carga (equipamento policial), foram os principais fatores que levaram à aquisição dessas aeronaves.
Entre as atribuições agregadas ao CAOP nos últimos anos, está também o apoio aéreo à Força Nacional de Segurança Pública, o transporte de presos de alta periculosidade do sistema penitenciário federal, bem como o transporte de pessoal de outros órgãos civis do Governo Federal.

## Estrutura Operacional
A frota do CAOP está dividida em dois segmentos, um de operações de aviões e outro de helicópteros. As aeronaves possuem o código-rádio (callsign) de "Caçador". Por exigência legal, o quadro de tripulantes do CAOP é formado exclusivamente por servidores da Polícia Federal (observadas as atribuições de cada cargo). Aos pilotos é necessária a licença de piloto comercial (PCA-IFR/PCH) ou superior, e habilitação por instrumentos (avião). Aos comissários de voo é exigida a habilitação na função (licença CMS). Aos operadores aerotáticos é necessária a conclusão do Curso de Operações Aerotáticas. É exigido também, ao policial, haver cumprido um tempo mínimo de serviço na lotação inicial, a fim de ter experiência no serviço policial, antes de compor o efetivo de uma unidade especializada. A remoção ocorre através de recrutamento interno, com ampla divulgação.

## Frota

### Helicópteros
| Aeronave              | Origem             | Tipo                                                          | Quantidade | Observações                                                 | Foto |
| --------------------- | ------------------ | ------------------------------------------------------------- | ---------- | ----------------------------------------------------------- | ---- |
| Eurocopter AS350 B2   | Brasil             | Escolta, Patrulhamento, Transporte, Intervenção e Vigilância. | 03         |                                                             |      |
| Eurocopter AS355 N    | Brasil             | Escolta, Patrulhamento, Transporte e Intervenção.             | 02         |                                                             |      |
| Bell 412              | Estados Unidos     | Transporte                                                    | 02*        | *Aeronaves estocadas e em processo de desativação da frota. |      |
| Agusta Westland AW139 | Itália/ Inglaterra | Transporte                                                    | 01         |                                                             |      |

### Aviões
| Aeronave                       | Origem         | Tipo                                     | Quantidade | Observações | Foto |
| ------------------------------ | -------------- | ---------------------------------------- | ---------- | --- | ---- |
| Embraer E-175                  | Brasil         | Transporte                               | 02*        | PS-DPF (ERJ-175STD) e PS-CAV (ERJ-175STD). Configuração de 88 passageiros. *Aeronaves em fase de recebimento. Estima-se o início das operações durante o ano de 2022. |      |
| Embraer ERJ-145                | Brasil         | Transporte                               | 02         | PR-DPF (ERJ-145LR) e PR-PFN (ERJ-145XR). Configuração de 50 passageiros                                                                                               |      |
| Cessna C-208B Grand Caravan    | Estados Unidos | Transporte e Lançamento de Paraquedistas | 03*        | *Um deles em fase de incorporação à frota. |      |
| Beechcraft Super King Air 350i | Estados Unidos | Transporte e Vigilância                  | 01         | |      |

## Aeronaves já retiradas de serviço
- Embraer EMB-110C Bandeirante
- Embraer/Neiva EMB-821C Carajá
- Beechcraft King Air A100
- Embraer EMB-820 Navajo
- Cessna 650 Citation III
- Cessna 182 Skylane
- Embraer EMB-810C Seneca II
- Embraer EMB-810D Seneca III
- Beech Queen Air
- Bell 407